# 港墘 (嘉義縣)
港墘，是臺灣嘉義縣東石鄉的一個傳統地域名稱，位於該鄉東部略偏南。相較於今日行政區，其範圍大致與港墘村相近。

## 歷史
台灣日治初期，港墘地區為一街庄（舊制街庄），稱為「港墘庄」，隸屬於大坵田西堡。該庄昔日西北與雙連潭庄、圍仔內庄為鄰，北邊一小段與下蔦松庄為鄰，東北與湖底庄為鄰，東與𧃽菜埔庄為鄰，東南邊及南邊為崁後庄，西南邊為貴舍庄、洲仔內庄。
1901年（日治明治三十四年）11月11日，全台設置二十廳，該庄隸屬於嘉義廳。1904年（明治三十七年）2月20日，該庄編入「港墘區」，隸屬於嘉義廳。1905年（明治三十八年）7月1日，各區管轄區域調整，該庄仍隸屬於嘉義廳的「港墘區」。1909年（明治四十二年）10月25日，全台整併二十廳為十二廳，該庄仍隸屬於嘉義廳。1910年（明治四十三年）1月18日，各區管轄區域調整，該庄仍隸屬於嘉義廳的「港墘區」。1920年（大正九年）10月1日，全台廢十二廳改設五州二廳，該庄改制為「港墘」大字，隸屬於臺南州東石郡東石庄（新制街庄）。
戰後東石庄改制為東石鄉，隸屬於臺南縣，大字亦改制為村。1950年（民國39年）10月25日，雲、嘉、南分治，東石鄉改隸屬於嘉義縣。

## 聚落
本地區發展較早的聚落有港墘、廍地堀等，在日治期初期的官方地圖上已有記載。

## 交通
省道台82線又稱「東西向快速公路－東石嘉義線」，經過本地區西南部，屬平面路段，其快速公路路段起點（高架橋起點與其平面側車道交會處）在本地區東鄰𧃽菜埔地區境內。由該道路西行可前往東石鄉，並止於東石市區的縣道168號路口；東行可進入高架路段以快速前往台82線沿線各地，或連接國道1號、國道3號。
縣道157號是斗南至過溝的道路，在本地區港墘聚落以東路段均與縣道168號共線。由該道路（大方向）北行可前往朴子市朴子市區、六腳鄉、新港鄉、溪口溪、雲林縣大埤鄉、大埤鄉／斗南鎮邊界，並止於斗南市區南郊的省道台1線路口；南行可前往東石鄉東南端、布袋鎮北部的過溝，並止於省道台17線路口。
縣道168號又稱「嘉朴公路」，是東石至中庄的道路，在本地區港墘聚落以東路段均與縣道157號共線。由該道路西行可前往東石鄉東石市區；東行可前往朴子市朴子市區、太保市、水上鄉，並止於中庄的縣道165號轉角路口。
鄉道嘉7線是四股至港墘的道路，其東側端點（終點）位於本地區縣道157號、縣道157號分岔路口。
鄉道嘉14線是洲仔至港墘的道路，其東側端點（終點）位於本地區縣道157號路口。

## 政府機關
- 嘉義縣警察局朴子分局港墘派出所

## 學校
- 港墘國小

## 產業
- 台糖港墘農場